# Nāsir-i Chusrau

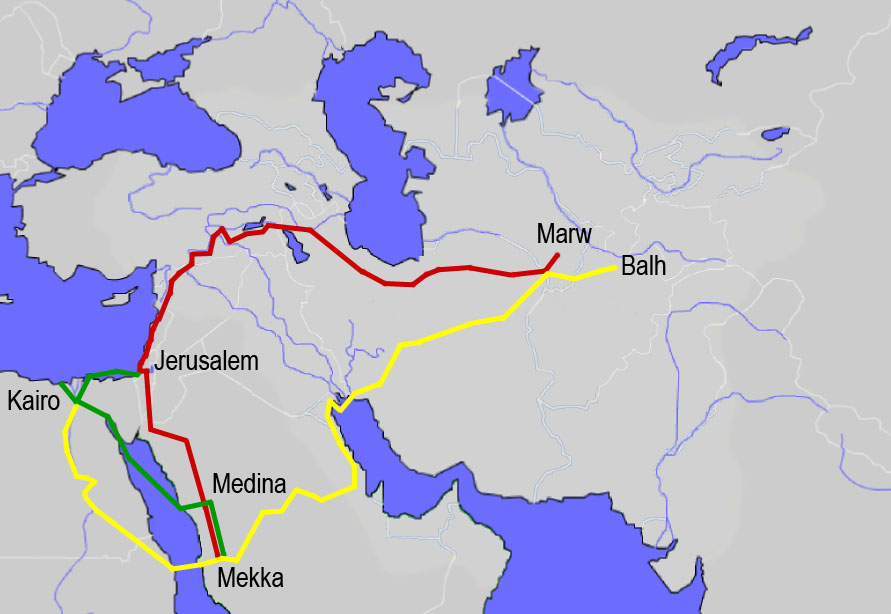
Die vier Reisen des Nāsir-i Chusrau: 1. Reise – rot, 2. und 3. Reise – grün, 4. Reise – gelb

Nāsir-i Chusrau, auch Nasser Chosrau (persisch ناصرخسرو, DMG Nāṣir-i Ḫusrau; * 1004 in Kubodijon (Qubāḏiyān) im heutigen Tadschikistan; † zwischen 1072 und 1078 in Jamgan (Yumgān) heute Ḥażrat-e Sayyed/Saʿīd im afghanischen Badachschan, mit vollem Namen Abū Muʿīn Nāṣir ibn Ḫusrau ibn Ḥāriṯ al-Qubāḏiyānī), war ein persischer Reisender, Dichter sowie ismailitischer Missionar (Dāʿī) und Philosoph.
Nāsir-i Chusrau studierte – möglicherweise in der nahe seinem Geburtsort gelegenen Madrasa Chodscha Maschhad – besonders die Koranexegese, Mathematik, griechische Philosophie, Astronomie und Geographie. Er hatte ein Amt am Gerichtshof des Seldschuken-Reiches inne. Im Jahr 1046 begann er von Merw aus seine 19.000 km lange, siebenjährigen Reise durch die islamische Welt, auf der er viele Städte von Iran bis zum Sudan besichtigte. Er berichtete später über ihre Hochschulen, Karawansereien, Geschichten, Geographen und Demographie in seinem Reisebericht Safarnāmeh. In Ägypten traf Nāsir-i Chusrau den Kalifen al-Mustansir aus der Dynastie der Fatimiden (regierte 1035–1085) und gewann einiges Ansehen.
Seine Gedichtsammlung (Dīwān) besteht aus über 15.000 Zeilen überwiegend in der Form von Qasiden. Im Pamirgebirge wird er von den Ismailiten als Heiliger und Begründer ihrer Glaubensrichtung in der Region verehrt. Im tadschikischen Badachschan sind ihm mehrere Schreine gewidmet. Die bescheidene, auf einem Felsen gelegene Ruhestätte des großen Literaten hat sich bis heute in dessen Sterbeort in Afghanistan erhalten.

## Werke
- Divān (Sammlung von Oden und kurzen Gedichten)
- Zād al-musāfirīn („Nahrung der Reisenden“, untersucht die Positionen klassischer Philosophen wie Platon und Aristoteles und argumentiert gegen einige der Ansichten früher islamischer Philosophie)
- Vadschh-i Dīn („Das Gesicht der Religion“, eine Darstellung islamischer Glaubenssätze und -praktiken)

## Ausgaben
- Safarname. Ein Reisebericht aus dem Orient des 11. Jahrhunderts. Diederichs, München 1993, ISBN 3424011959
- Manfred Mayrhofer; Nosratollah Rastegar; Österreichische Akademie der Wissenschaften (Wien). Kommission für Iranistik; Österreichische Orient-Gesellschaft Hammer-Purgstall.: Safarnāme : das Reisetagebuch des persischen Dichters Nāṣir-i Ḫusrau Graz : Leykam, 1993, ISBN 3701100101